# Las Vegas Raiders
Las Vegas Raiders – zawodowy zespół futbolu amerykańskiego z siedzibą w Las Vegas, w stanie Nevada, rozgrywający swoje mecze na stadionie Allegiant Stadium. Drużyna jest obecnie członkiem Dywizji Zachodniej konferencji AFC ligi NFL.
Klub założony został w 1960 roku w Oakland w celu wypełnienia wolnego miejsca w nowo utworzonej lidze AFL powstałego po rezygnacji Minneapolis (miasto weszło w skład NFL jako Minnesota Vikings). W pierwszym oficjalnym meczu (11 września 1960) Raiders przegrali z Houston Oilers 22–37, a pierwsze punkty w historii klubu zdobył Tony Teresa.
Podczas 10 sezonów w AFL (1960–1969) zespół zdobył jedno mistrzostwo ligi (1967) oraz dwukrotnie wicemistrzostwo (1968, 1969). Tryumf w 1967 roku pozwolił wystąpić mu w meczu o Super Bowl, w którym uległ Green Bay Packers 14–33.
W roku 1970, w ramach połączenia lig, zespół stał się członkiem NFL. Mimo że w premierowym spotkaniu (20 września 1970) uległ w Cincinnati Bengals 21–31, zakończył sezon regularny z 8 zwycięstwami, 4 porażkami i 2 remisami, zdobywając mistrzostwo dywizji oraz wicemistrzostwo AFC.
Od wstąpienia do NFL zespół zdobył 12 tytułów mistrza swojej dywizji, czterokrotnie mistrzostwo AFC i trzykrotnie wygrał Super Bowl (1976, 1980, 1983). W latach 1982–1994 zespół miał siedzibę w Los Angeles i występował pod nazwą Los Angeles Raiders. 22 stycznia 2020 roku drużynę przeniesiono do Las Vegas.

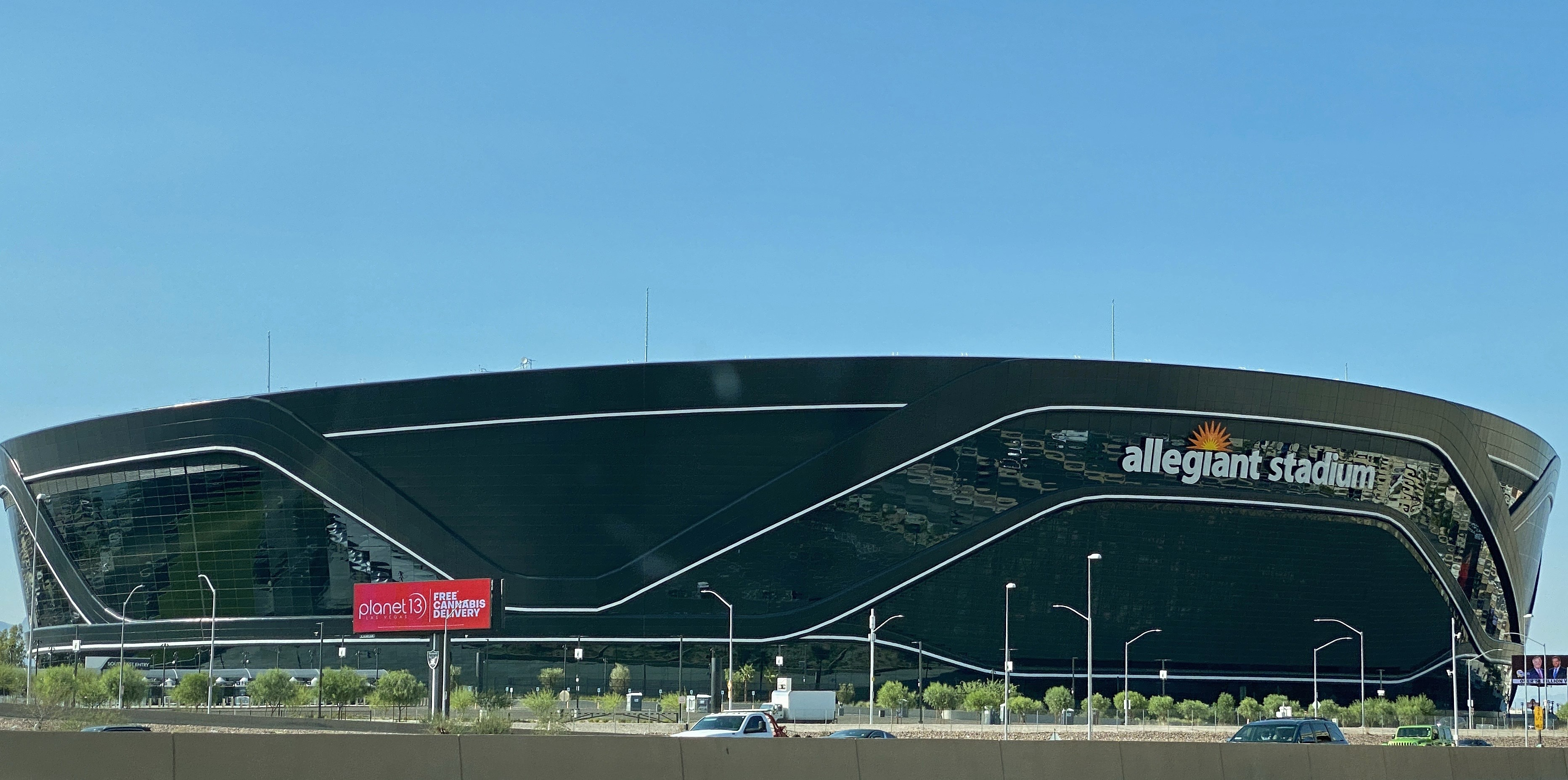
Allegiant Stadium

W latach 2000–2017 występował w drużynie jedyny Polak w lidze NFL, kopacz – Sebastian Janikowski, który w 2008 r. został najlepiej punktującym zawodnikiem w historii Raiders. Zawodnicy polskiego pochodzenia w Raiders: John Matuszak (1976–1982), Steve Wisniewski (1989–2001), Bill Romanowski (2002–2003).

## Historia nazw
- Oakland Raiders (1960–1981)
- Los Angeles Raiders (1982–1994)
- Oakland Raiders (1995–2019)
- Las Vegas Raiders (2020–)